# Capacidade máxima de tração
A capacidade máxima de tração (ou CMT) é uma medida que indica o peso máximo que um veículo é capaz de tracionar, indicado pelo fabricante, baseado em condições sobre suas limitações de geração e multiplicação de momento de força e resistência dos elementos que compõem a transmissão.
Desde setembro de 1998, é uma das informações a serem exibidas em veículos de carga e transporte de passageiros, além da indicação de tara, lotação e peso bruto total.